# 데드피
데드피 (DEADP, 본명: 조정환, 1981년 8월 28일 ~ )는 대한민국의 힙합 래퍼이다. 과거 Jiggy Fellaz였고 빅딜 레코드 소속, 빅딜 스쿼즈를 이끌고 있다. 현재 그래비티 뮤직에 소속되어 있다.

## 음반
- 2004년 Undisputed LP
- 2009년 Lost & Found EP
- 2012년 Bitch
- 2014년 What's Good
- 2014년 Check My Swag
- 2016년 Dark Soul
- 2016년 Fire (브라운 슈가와의 합작 싱글)
- 2016년 Boss Bee
- 2017년 DEADP x TaPi - Cypher
- 2017년 Stand Strong
- 2017년 N 밖의 1
- 2018년 Guilty

## 활동
2010년 4월 16일, Deepflow(본명:류상구)와 네스티즈(Nastyz)라는 팀을 결성해 싱글트랙 'Boyz Be Wild'를 무료 배포하였다. 'Boyz Be Wild'는 네스티즈의 앨범에 수록될지 확실치 않아 무료로 배포 한다고 하였다. 하지만 그 후 딥플로우의 빅딜스쿼즈 탈퇴로 인해 네스티즈라는 팀은 해체되었고 같은 크루인 Addsp2ch(어드스피치)와 팀을 이루어 Butcher Boyz로 현재 활동하고 있다. 2013년 데드피는 스윙스와 여러차례 디스곡을 주고 받았다.